# 文件编辑器列表
以下是文本编辑器的列表。

## 图形界面

### 系统默认
- SimpleText（英语：SimpleText）
- 记事本
- 写字板

### 自由软件
- AkelPad
- Atom
- gedit
- jEdit
- Kate
- Kile
- NEdit（英语：NEdit）
- NeoeEdit
- Netpadd
- Notepad++
- RexEdit
- SciTE
- Yudit（英语：Yudit）
- Visual Studio Code

### 免费软件
- Arachnophilia（英语：Arachnophilia）
- ConTEXT（英语：ConTEXT）
- Crimson Editor
- EditPad lite
- EDXOR
- EmEditor 免費版
- JOE
- Metapad（英语：Metapad）
- NoteTab（英语：NoteTab）
- PSPad
- TED Notepad（英语：TED Notepad）[Website 1]
- Win32Pad

### 商业软件
- BBEdit（英语：BBEdit）
- TextMate
- EditPlus
- EmEditor
- Professional Notepad [Website 2]
- TextPad（英语：TextPad）
- The SemWare Editor（英语：The SemWare Editor）
- UltraEdit
- Source Insight（英语：Source Insight）
- Microsoft Word
- WPS

## 文字界面
- EDIT（英语：MS-DOS Editor）
- WordStar
- Emacs
- Nano
- nvi
- Pico
- vi
- vim

## 合作性
- MoonEdit（英语：MoonEdit）
- SubEthaEdit（英语：SubEthaEdit）

## ASCII艺术
- ACiDDraw（英语：ACiD_Productions#Image_editors）
- PabloDraw（英语：PabloDraw）

## 早期的

### 可视编辑器 (Visual editor)
- Edit application（英语：Edit application）
- EDIT（英语：MS-DOS Editor）
- le
- TeachText（英语：TeachText）
- TPU（英语：Text Processing Utility）
- QED（英语：QED (text editor)）

### 行编辑器 (Line editor)
- ed
- edlin（英语：edlin）
- edt（英语：EDT (Digital)）
- sed
- TECO（英语：Text Editor and Corrector）

## 外部連結
1. ↑  .   [2006-05-26]. （原始内容存档于2021-03-14）.
2. ↑  . （原始内容存档于2019-05-10）.